# Патрешко
Патрешко е село в Северна България. То се намира в община Троян, област Ловеч.

## География
Селото се намира на 570 до 714 метра надморска височина, на около 12 – 15 километра североизточно от град Троян. Най-високата точка на местността е връх Момина Могила. В непосредствена близост до селото се намира малък язовир.
Селото е разделено на няколко зони:
- Еренско
- Долно Патрешко
- Горно Патрешко и
- Пределът

В състава на селото влизат около 16 малки махали, сред които са:
- Димовска махала - долно Патрешко
- Троанска махала
- Скандалска махала
- Йовчевска махала
- Кючушка махала
- Долна Спасовска
- Горна Спасовска
- Цоневска махала
- Йовевска махала
- Махала Минева Къща
- Златешка махала
- Ралчевска махала

Землището на селото граничи със землищата на селата Орешак, Белиш и Гумущник, като е имало време, когато стигало на запад чак до Троян. Релефът му е полупланински – редуват се рътлини, валози, „бозалъци“, дълбоки долове и сухи дерета. Само тук-там има сравнително равни площи. Северните склонове са покрити с гъсти букови, дъбови и борови гори, из които скита най-различен дивеч, по южните, припечните места са обработваемите имоти. Навремето и тук са се простирали гори, но постепенно са изкоренени за ниви и ливади, както е станало например в местностите Иванцов рът, Крушков рът и Жилковото.

## Население
Численост и дял на етническите групи според преброяването на населението през 2011 г.:
|                     | Численост | Дял (в %) |
| Общо                | 59        | 100,00    |
| Българи             | 59        | 100,00    |
| Турци               | 0         | 0,00      |
| Цигани              | 0         | 0,00      |
| Други               | 0         | 0,00      |
| Не се самоопределят | 0         | 0,00      |
| Неотговорили        | 0         | 0,00      |

## Културни и природни забележителности
На територията има няколко тракийски могили. В близост има две разрушени калета вероятно от Второто българско царство. За едното от тях още има легенди, свързани с неговото превземане от османските турци. Предполага се, че е създадено от избягали българи от турски гонения.
Известна природна забележителност са Скоковете, единият от които е висок 5 метра и е свързан с разпалващи въображението на иманяри легенди за заровени съкровища от бягащи към Анадола по време на Освобождението турци. При Кишов трап има големи залежи и свлачища от глина. През 90-те години край Недковската локва чуждестранна фирма прави сондаж за нефт.
Турчнова могила (Момина могила)
Турчнова могила се нарича най-високата конусовидна височина между землищата на селата Патрешко и Белиш, северно от махала Дудевска и река Черни Осъм. Околното население не знае как тази местност е получила името си.
В местността Еренско съществуват обори от времето на ТКЗС, които се ползват за отглеждане на добитък – овце и крави.
В местността Долно Патрешко е разположено предприятие за сухи мазилки "Мулти Импекс"[], като същото е поместено в бивши обори на ТКЗС и сеновал, преустроени за нуждите на производството.
В местността Горно Патрешко съществуват обори от времето на ТКЗС, които се ползват за отглеждане на овце.
Почвата е предимно глинеста – наричана още "клисавица".

## Редовни събития
В селото се провежда събор, на който стари и млади се срещат и разговарят.

## Други
В селото живее семейство радиолюбители Дора и Донко Митеви, които притежават лична любителска радиостанция и антени с огромни размери. В центъра на селото е построен единственият голям магазин и кафене в селото.

## Личности

### Родени
- Стефан Грънчаров (р. 1867) – учител, общественик и ботаник
- Иван Димовски (р. 1934) – математик, член-кореспондент на БАН
- Проф. Христо Димовски (p. 1933) – доктор на науките, принос към създаването на съвременните норми за проектиране на канализационни системи и определяне на оразмерителните дъждове